# Andrei Franț
Andrei Franț (ur. 3 stycznia 1990) – rumuński zapaśnik walczący w stylu wolnym. Zajął 43. miejsce na mistrzostwach świata w 2023 roku.
Piąty na mistrzostwach Europy w 2013. Brązowy medalista igrzysk frankofońskich w 2013. Trzeci na MŚ w zapsasach plażowych w 2015 roku.